# Рубцов Микола Федорович
Микола Федорович Рубцов (27 грудня 1931, село Нижнє Турово, тепер Нижньодівицького району Воронезької області, Російська Федерація) — радянський державний і комсомольський діяч, начальник секретаріату Президії Верховної ради СРСР, 1-й секретар Ростовського обкому ВЛКСМ. Член Центральної Ревізійної Комісії КПРС у 1986—1990 роках.

## Життєпис
Трудову діяльність розпочав у 1944 році в колгоспі.
У 1953—1954 роках — голова профспілкового комітету Ростовського державного університету.
Член КПРС з 1954 року.
У 1954 році закінчив юридичний факультет Ростовського державного університету.
У 1954—1958 роках — 1-й секретар районного комітету ВЛКСМ Ростовської області, заступник завідувача відділу Ростовського обласного комітету ВЛКСМ, секретар Кіровського районного комітету КПРС міста Ростова-на-Дону.
У 1958—1961 роках — секретар, 2-й секретар, 1-й секретар Ростовського обласного комітету ВЛКСМ.
У 1961—1966 роках — завідувач відділу ЦК ВЛКСМ.
У 1966—1983 роках — інструктор, помічник завідувача відділу, завідувач сектора відділу організаційно-партійної роботи ЦК КПРС.
У 1971 році закінчив заочну Вищу партійну школу при ЦК КПРС.
У 1983—1989 роках — начальник секретаріату Президії Верховної ради СРСР.
У 1989—1991 роках — начальник секретаріату Верховної ради СРСР.
З 1991 року — персональний пенсіонер у місті Москві.

## Нагороди і відзнаки
- ордени
- медалі